# آباکان-آویا
آباکان-آویا (به انگلیسی: Abakan-Avia) یک شرکت هواپیمایی با کد یاتا 4R است که در تاریخ ۱۹۹۲ میلادی تأسیس شده است.
دفتر مرکزی آباکان-آویا در آباکان، روسیه واقع شده‌است و قطب این شرکت هواپیمایی در فرودگاه آباکان قرار دارد.

## نگارخانه

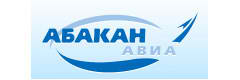
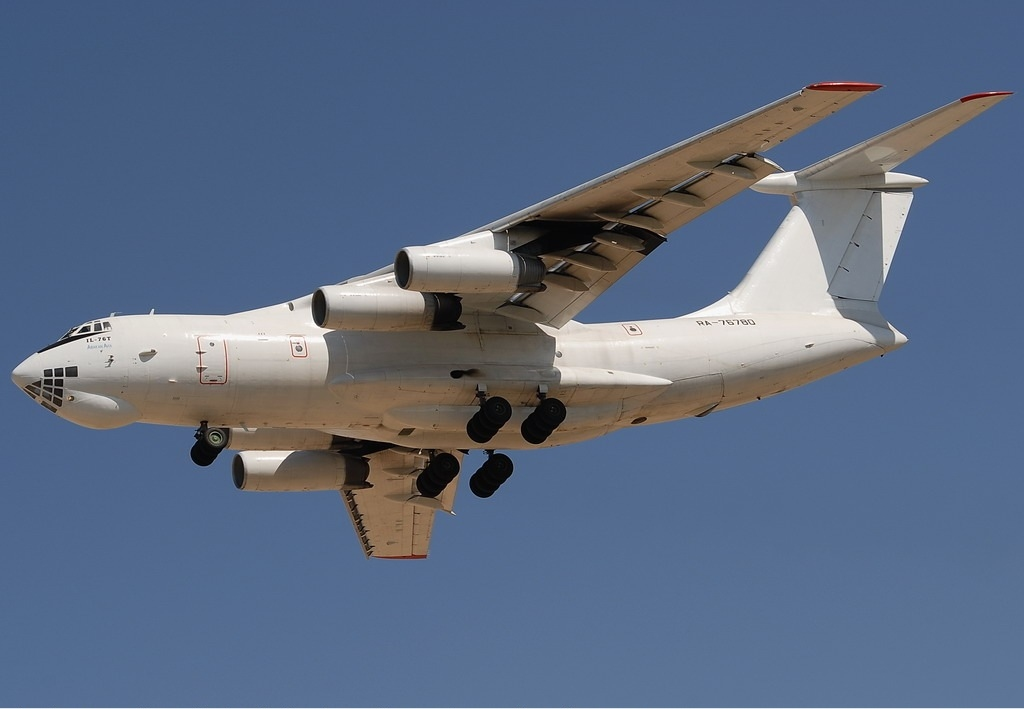
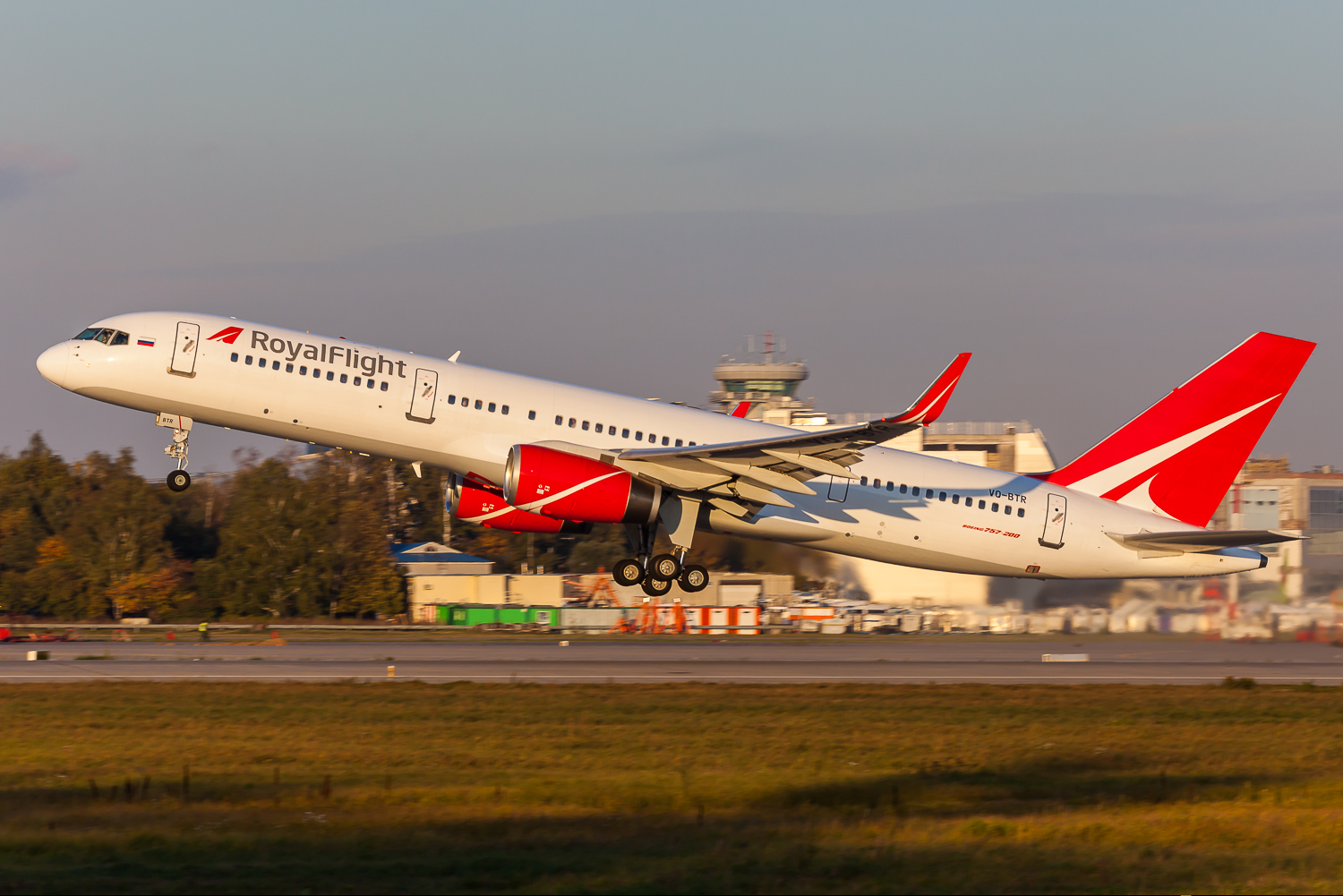